# Cleve Backster
Grover Cleveland "Cleve" Backster Jr. (27 février 1924 - 24 juin 2013) était un spécialiste des interrogatoires travaillant pour la Central Intelligence Agency (CIA). Il est surtout connu pour ses expériences sur la perception des plantes dans les années 1960.
En utilisant un instrument polygraphique, il affirme que les plantes ressentent de la douleur et qu'elles sont réceptives à une forme de perception extrasensorielle (ESP). Ses théories ont été largement rapportées dans les médias mais rejetées par une majorité de la communauté scientifique de l'époque.

## Biographie
Cleve Backster est né le 27 février 1924 à Lafayette Township dans le New Jersey. Après un entretien en avril 1948 pour la nouvellement formée CIA, Backster commence sa carrière en tant que spécialise en interrogation dans ladite agence.